# آق‌سو (شهرستان موسکوا)
آق‌سو (به لاتین: Ak-Suu) یک منطقهٔ مسکونی در قرقیزستان است که در شهرستان مسکوفسکی، قرقیزستان واقع شده‌است. آق‌سو ۸٬۲۸۱ نفر جمعیت دارد.